# 第18親衛自動車化狙撃師団 (ロシア海軍)
第18親衛自動車化狙撃師団（だい18しんえいじどうしゃかそげきしだん、ロシア語: 18-я гвардейская мотострелковая дивизия）は、ロシア海軍の師団。第11軍団隷下。

## 概要

### 第二次世界大戦

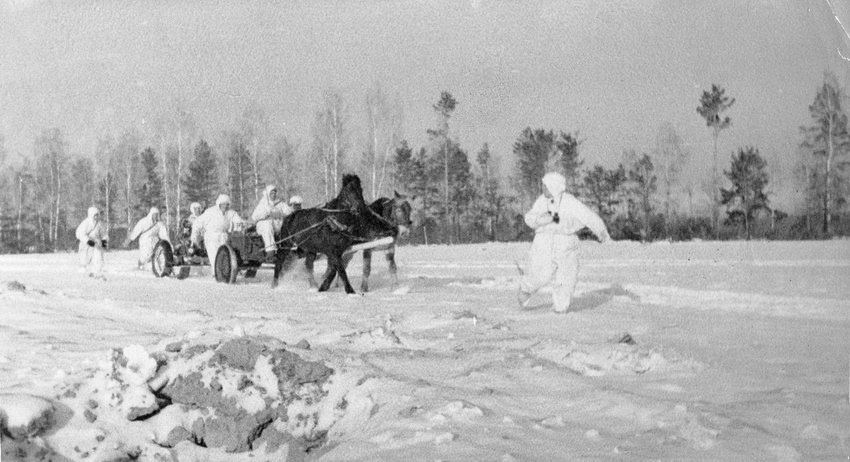
対戦車砲を運用する様子

1939年9月8日、第二次世界大戦の影響に伴い、赤軍第133狙撃師団としてロシア・ソビエト連邦社会主義共和国で創設された。
1941年7月から独ソ戦に投入され、枢軸国に勝利し、赤旗勲章、2等スヴォーロフ勲章、名誉称号「親衛隊」、「インステルブルク」を授与され、第18親衛狙撃師団に改称された。
1945年11月、機械化に伴い、第30親衛機械化師団に改編された。

### 冷戦期

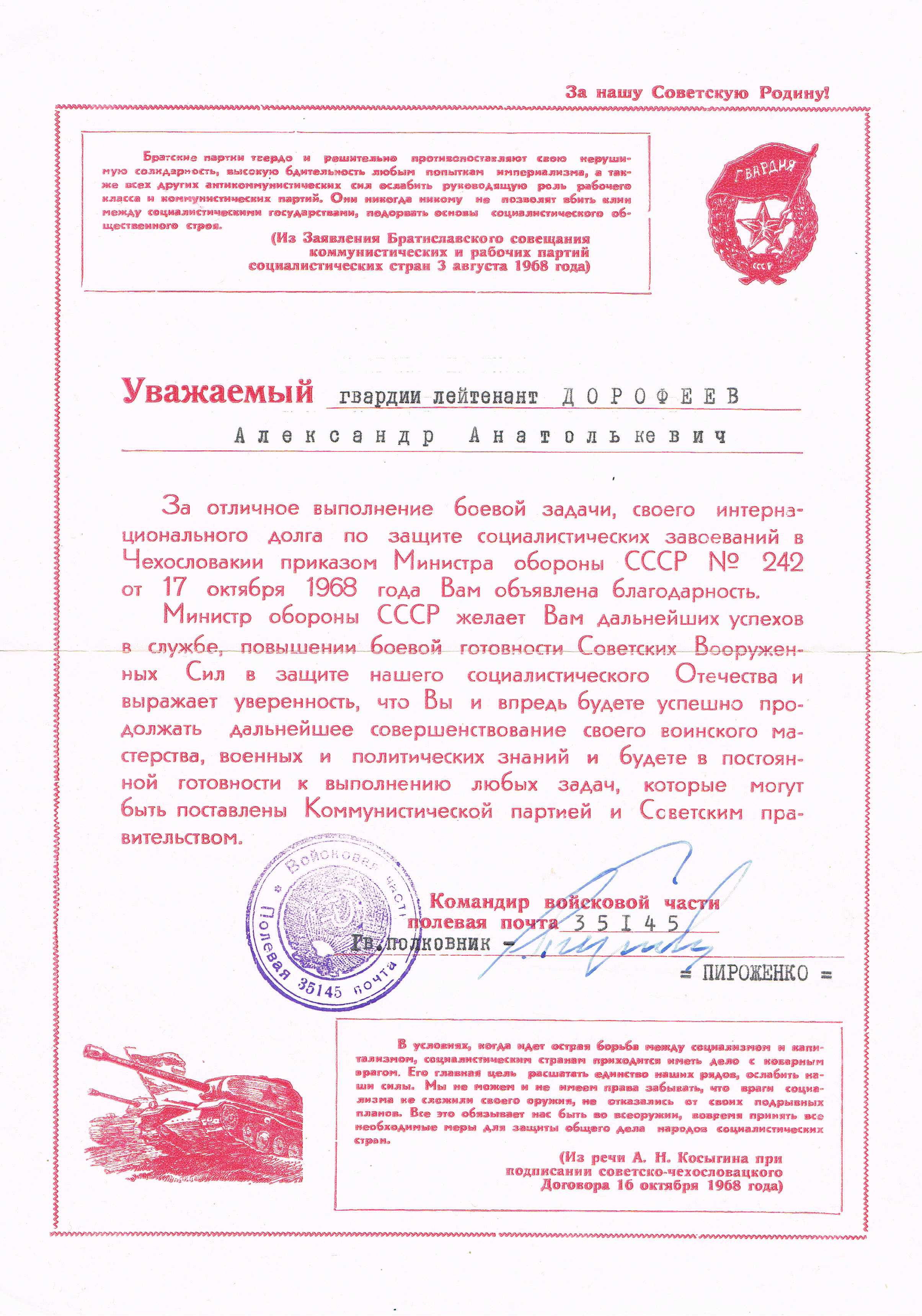
プラハの春感謝状

1957年6月、歩兵部隊化に伴い、第30親衛自動車化狙撃師団に改編された。
1964年11月、師団番号返還に伴い、第18親衛自動車化狙撃師団に改編された。
1968年8月、プラハの春に投入され、チェコスロバキア社会主義共和国に移駐した。
1989年7月、第48自動車化狙撃師団隷下の第210自動車化狙撃連隊が配属された。
1991年3月、ロシア・ソビエト連邦社会主義共和国カリーニングラード州に移駐した。

### ロシア陸軍
1992年5月、ソビエト連邦の崩壊とロシアの独立で創設されたロシア陸軍に編入した。

### ロシア海軍

第79独立親衛自動車化狙撃旅団章

1997年8月、ロシア海軍に編入し、バルチック艦隊隷下に配属された。
2001年11月、部隊縮小に伴い、第19独立親衛偵察大隊に改編された。
2002年6月、部隊増強に伴い、第79独立親衛自動車化狙撃旅団に改編された。
2020年12月、部隊増強に伴い、第18親衛自動車化狙撃師団に改編された。

### ロシアのウクライナ侵攻

#### 北東部・ハルキウ戦線
2022年5月、ロシアのウクライナ侵攻ではロシア・ベルゴロド州に配備され、バルチック艦隊の隷下部隊として第6諸兵科連合軍、第41諸兵科連合軍、北方艦隊と共に攻勢を開始したが、北東部ハルキウ州ハルキウ地区で撃退された。

#### 北東部・イジューム戦線
2022年9月、北東部ハルキウ州イジューム地区に再配置されていたが、ウクライナ軍の攻勢でハルキウ州の大部分を解放された。

#### 東部・スヴァトヴェ-クレミンナ戦線
2023年7月、東部ルハーンシク州スヴァトヴェ地区に再配置され、スヴァトヴェ方面を防御した。

#### 北東部・ハルキウ戦線
2024年5月、ロシア・ベルゴロド州に再配置され、第79親衛自動車化狙撃連隊、第280親衛自動車化狙撃連隊が第7独立親衛自動車化狙撃連隊と共に攻勢を開始し、北東部ハルキウ州ハルキウ方面に展開した。第11戦車連隊は第2親衛自動車化狙撃師団隷下の第1親衛自動車化狙撃連隊、第47戦車師団隷下の第153戦車連隊、第272親衛自動車化狙撃連隊と合同で攻勢を開始し、北東部ハルキウ州チュフイウ方面に展開した。8月に第11戦車連隊もハルキウ方面に展開した。

#### ロシア・クルスク戦線
2024年8月、第79連隊がロシア・クルスク州に再配置され、友軍の救援でスジャ方面に展開した。

## 編制
- 師団司令部（グセフ）
- 第79親衛自動車化狙撃連隊
- 第275親衛自動車化狙撃連隊
- 第280親衛自動車化狙撃連隊
- 第11戦車連隊
- 第29砲兵連隊
- 第22親衛高射ミサイル連隊

- 第20独立偵察大隊
- 工兵大隊
- 通信大隊
- 兵站大隊
- 衛生大隊
- 電子戦中隊
- NBC防護中隊
- 無人機中隊

## 出身者
- ウラジーミル・バキン